# جوديث شيرمان
جوديث شيرمان (بالإنجليزية: Judith Sherman)‏ هي منتجة أسطوانات ومهندسة الصوت أمريكية، ولدت في 12 نوفمبر 1942 في كليفلاند في الولايات المتحدة.